# Ná Ozzetti
Ná Ozzetti, nom de scène de Maria Cristina Ozzetti, née le 12 décembre 1958, est une chanteuse et compositrice brésilienne de MPB.

## Discographie
- Ná Ozzetti, Warner Continental, 1988
- Ná, Ná Records, 1994
- Love Lee Rita (Canções de Rita Lee desde os Mutantes), Dabliu, 1996
- Estopim, Ná Records, 1999
- Show, Som Livre, 2001
- Piano e Voz (avec André Mehmari), MCD, 2005
- DVD Piano e Voz (avec André Mehmari), MCD, 2006
- Balangandãs, MCD, 2009
- Meu Quintal, Borandá, 2011
- Embalar, Circus Produções, 2013
- Ná e Zé, Circus Produções, 2015
- Thiago França, YB Produções, 2015